# تهيجس فـان ليوين
تهيجس فـان ليوين (بالهولندية: Thijs van Leeuwen)‏ هو لاعب كرة قدم هولندي، ولد في 15 يوليو 2001 في Heerde ‏ في هولندا.

## وصلات خارجية
- تهيجس فـان ليوين على موقع قاعدة بيانات كرة القدم.إي يو (الإنجليزية)
- تهيجس فـان ليوين على موقع Soccerbase.com (لاعب) (الإنجليزية)
- تهيجس فـان ليوين على موقع Soccerway.com (الإنجليزية)
- تهيجس فـان ليوين على موقع عالم كرة القدم.نت (الإنجليزية)